# 貝亞維斯塔 (巴拿馬區)

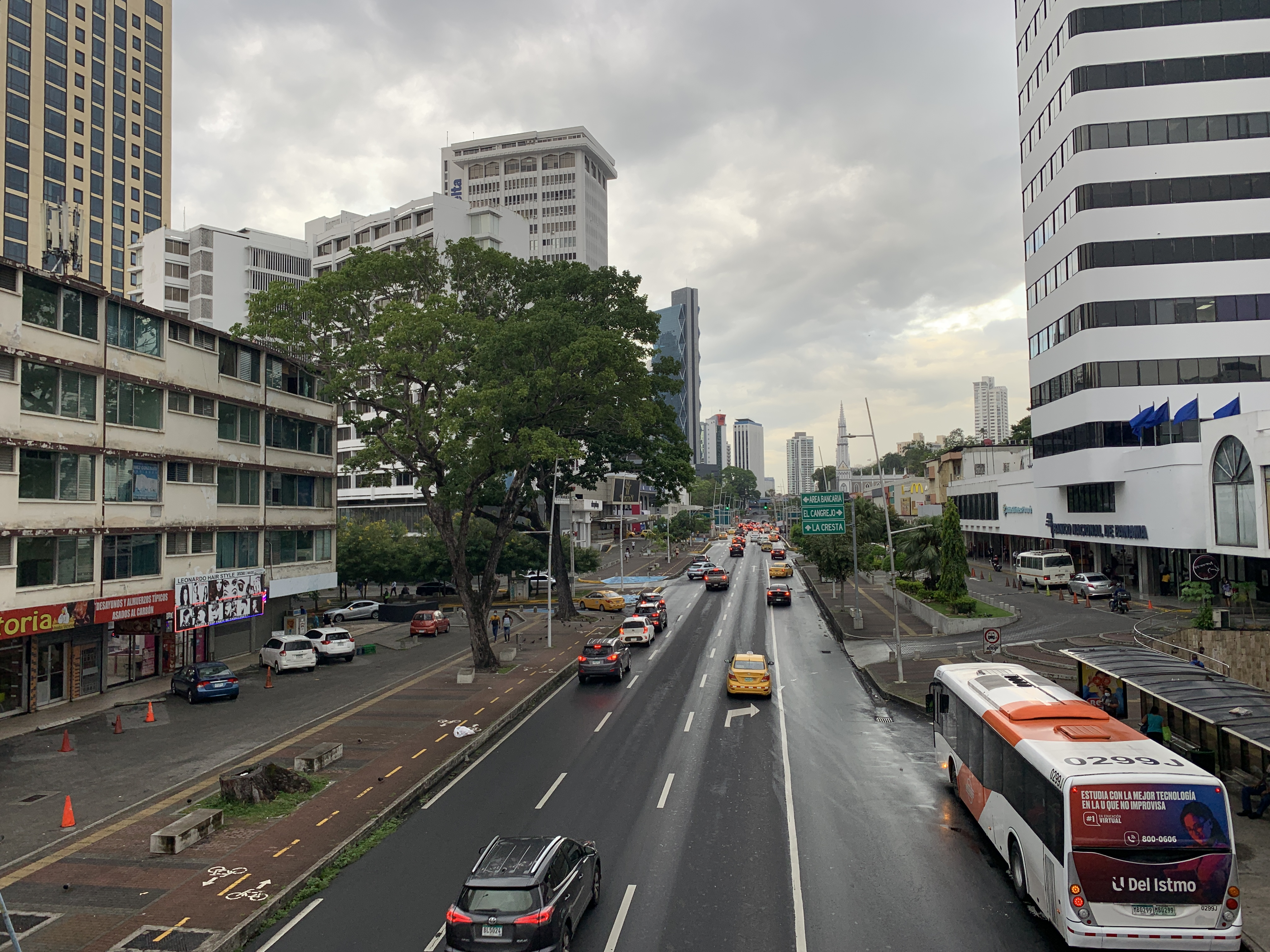
貝亞維斯塔

貝亞維斯塔（西班牙語：Bella Vista），是巴拿馬的城鎮，位於該國中東部，由巴拿馬省的巴拿馬區負責管轄，面積5.1平方公里，2010年人口30,136，人口密度每平方公里5,909人。